# Carl Leberecht
 Carl Leberecht  était un médailleur allemand qui travailla pour le compte de la  Cour impériale russe.

## Biographie
De Berlin, il part pour la Russie en 1769 et devient médailleur a Saint-Pétersbourg en 1775. Leberecht devient Chef médailleur en 1779.

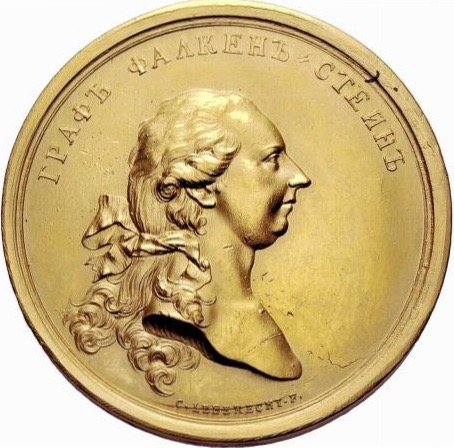
Medaille de Joseph II. Graf von Falkenstein, Russie, 1780, par Carl Leberecht